# Victor Couchery
Victor Couchery est un sculpteur ornemaniste français né à Paris en 1791 et mort à Charenton-le-Pont le 20 novembre 1855.

## Biographie
Victor Couchery naît à Paris en 1791. Il travaille pour la décoration du palais du Louvre et de l'ancien palais du Conseil d'État brûlé pendant la Commune de Paris. Il expose une seule fois au Salon, en 1849, avec un buste de femme en marbre. On lui doit, au cimetière du Père-Lachaise, les ornements du Monument Aguado dont les figures sont de James Pradier. Un buste en terre cuite d'Alexis Piron, modelé par lui, se trouve au musée de Dijon[Lequel ?]. Il meurt à Charenton-le-Pont le 20 novembre 1855 et est inhumé au cimetière du Père-Lachaise, dans un tombeau orné de son médaillon en bronze par Edme Nicolas Faillot (œuvre volée).